# Titularbistum Adada
Adada ist ein Titularbistum der römisch-katholischen Kirche. 
Es geht zurück auf ein ehemaliges Bistum der antiken Stadt Adada in der kleinasiatischen Landschaft Pisidien in der heutigen Türkei, das der Kirchenprovinz Antiochia ad Pisidiam angehörte.
| Titularbischöfe von Adada |                         |                                                     |                   |                   |
| Nr.                       | Name                    | Amt                                                 | von               | bis               |
| 1                         | James Downey            | Koadjutorbischof von Ossory (Irland)                | 8. August 1922    | 7. April 1927     |
| 2                         | Alessandro Guidati      | Apostolischer Vikar von Thessaloniki (Griechenland) | 30. April 1927    | 15. Juli 1929     |
| 3                         | Giovanni Latyševskyj    | Weihbischof in Iwano-Frankiwsk (Ukraine)            | 24. November 1929 | 1959              |
| 4                         | André Pailler           | Weihbischof in Rouen (Frankreich)                   | 7. April 1960     | 19. Mai 1964      |
| 5                         | Conrad Dubbelman OPraem | emeritierter Bischof von Jabalpur (Indien)          | 17. Dezember 1965 | 20. Dezember 1977 |